# ما بولوان
ما بولوان (1907–1977) ( (بالصينية المبسطة: 马步銮؛ بالصينية التقليدية: 馬步鑾؛ البينيين: Mǎ Bùluán؛ ويد–جيلز: Ma Pu-luan) عسكري مسلم صيني من قومية هوي، وأحد جنرالات جماعة ما في شمال غرب الصين. شارك في الحرب الصينية اليابانية الثانية والحرب الأهلية الصينية، وتقلّد مناصب قيادية في جيش الثورة الوطنية، قبل أن يهاجر لاحقًا إلى تايوان ثم إلى مصر والسعودية.

## النشأة
وُلِد عام 1907 في مقاطعة قانسو بالصين، وينتمي إلى العائلة العسكرية المعروفة باسم "جماعة ما" (Ma Clique).

## الحياة العسكرية
التحق بالجيش القومي وتدرّج في الرتب حتى أصبح لواءً (Major-General)، فعُيّن في فبراير ١٩٢٩ مقدمًا-عقيدًا، ثم عقيدًا في مايو ١٩٣١، ورُقّي إلى لواء في أكتوبر ١٩٣٧، وبعد الحرب العالمية الثانية، أعيد إلى رتبة عقيد في نوفمبر ١٩٤٦، ثم إلى فريق (Lieutenant-General) في أغسطس ١٩٤٨، قبل أن يُعاد تثبيته كـ لواء في سبتمبر ١٩٤٨.
شارك في الحرب الصينية اليابانية الثانية والحرب الأهلية الصينية.

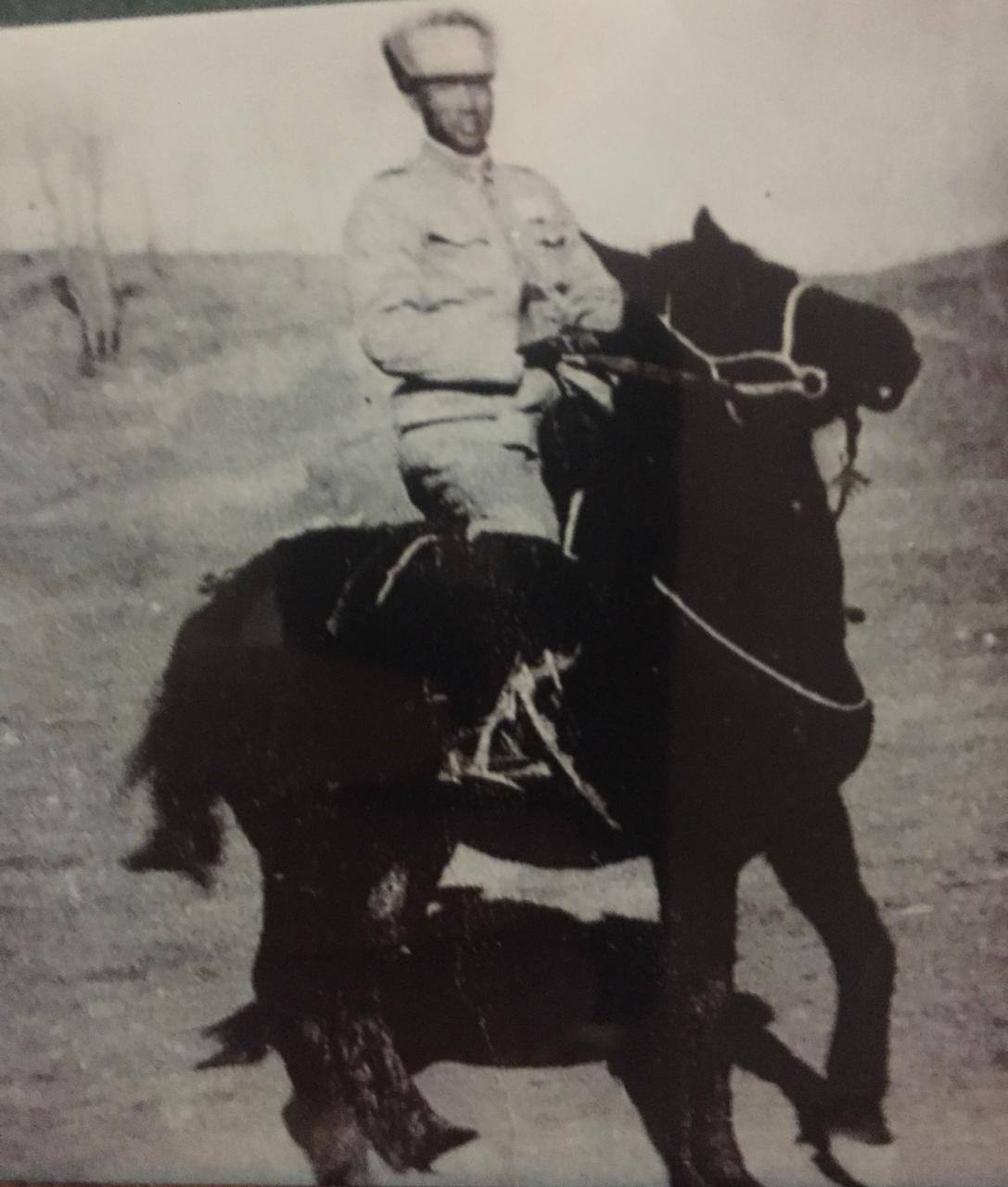

## أبرز المناصب
- ١٩٢٩: قائد كتيبة المسدّسات في الفرقة الرابعة المختلطة – جيش قانسو.
- ١٩٣٠: قائد الكتيبة ذاتها في الفرقة المؤقتة الأولى، ثم في الفرقة المؤقتة الثانية – الجيش الوطني.
- ١٩٣١: قائد كتيبة المسدّسات – فرقة تشينغهاي المؤقتة الأولى.
- ١٩٣١ – ١٩٣٤: قائد الفوج الأول – لواء الفرسان، الفرقة التاسعة الجديدة.
- ١٩٣٤ – ١٩٣٧: قائد الفوج الأول – لواء الفرسان، الجيش المئة.
- ١٩٣٧ – ١٩٤٣: قائد لواء الفرسان الأول – الجيش ٨٢.
- ١٩٤٣ – ١٩٤٥: قائد حرس الحدود الجنوبي لمقاطعة تشينغهاي.
- ١٩٤٤ – ١٩٤٦: نائب قائد الجيش ٨٢.
- ١٩٤٦ – ١٩٤٨: نائب قائد الفرقة ٨٢، ثم قائد اللواء الثامن للفرسان.
- ١٩٤٨ – ١٩٤٩: نائب قائد الجيش ٨٢ وقائد اللواء الثامن للفرسان.

- ١٩٤٩: قائد الجيش ١٢٩.[2]